# Jos Collignon
Jos Collignon (Maartensdijk, 24 maart 1950) is een Nederlands cartoonist, vooral bekend om zijn politieke spotprenten. 

## Levensloop
Collignon behaalde in 1978 zijn doctoraal internationaal recht aan de Universiteit Utrecht en schreef daar voor het universiteitsblad. Zijn interesse verschoof steeds meer naar het tekenen. Van 1977 tot 1980 verschenen zijn tekeningen in NRC Handelsblad en van 1980 tot halverwege 2024 in de Volkskrant; in de laatste eerst driemaal per week en later twee keer. In 1982 was Collignon medeoprichter van het satirische magazine De Opstoot. Dit blad was geen lang leven beschoren: er verschenen maar veertien nummers. 
Voor de prent die Collignon tekende voor de Volkskrant op 3 oktober 2009 kreeg hij de zestiende Inktspotprijs toegekend. De winnende tekening is een persiflage op het logo van de DSB Bank die destijds omviel. Waar in dat logo normaal een rijdende schaatser staat afgebeeld, slaat die in Collignons versie achterover doordat het bankgebouw waarop hij staat afgebeeld voorover tuimelt. De Grote Prijs van Press Cartoon Europe won hij in 2012 met een cartoon over de crisisbeheersing, verschenen in de Volkskrant van 25 oktober 2011.
Collignon zou op 13 juli 2024 voor de Volkskrant zijn laatste spotprent publiceren, maar wegens ziekte werd zijn cartoon van 15 juni dat jaar de laatste. In totaal tekende hij voor deze krant meer dan zesduizend cartoons.

## Beschuldiging van antisemitisme
Een spotprent uit 2023 over 'de lange arm van Israël' werd veroordeeld door onder meer oud-PvdA-leider Lodewijk Asscher en demissionair minister Hugo de Jonge (Binnenlandse Zaken). Volgens de critici zou de cartoon  antisemitisch zijn.

## Prijzen
- 2009 - Inktspotprijs
- 2012 - Grote Prijs van Press Cartoon Europe[3]

## Publicaties
- Hou Jansma in de lucht! (1997)
- Gekke koeien en pestvarkens (1998)
- We want more! We want more! (1999)
- Waar is Maxima? (2000)
- Sorry! (2001)
- Waarheen? Waarin? (2002)
- Heiho Heiho Het land verandert zo (2003)
- 1, 2, 3... in godsnaam (2004)

- International Standard Name Identifier: 0000 0000 2462 4679
- Library of Congress Control Number: n81024021
- Nederlandse Thesaurus van Auteursnamen: 069310122
- Parlement.com: vh662v941pmo
- RKD-Nederlands Instituut voor Kunstgeschiedenis: 17741
- Virtual International Authority File: 28389720
- WorldCat: E39PBJtxkcjfHrdFdJgthKhCQq